# میناموتو نو رینشی
میناموتو نو رینشی، میناموتو نو میچیکو، میناموتو نو توموکو (به ژاپنی: 源 倫子（みなもと の りんし/みちこ/ともこ); ۱۹ ژوئن ۰۹۶۴ – ۱۹ ژوئن ۱۰۵۳) همسر فوجیوارا نو میچیناگا و دختر میناموتو نو ماسانوبو سادایجین (وزیر چپ)، در دوره هی‌آن اهل ژاپن بود.
آنها شش فرزند داشتند.
- امپراتریس شوشی (彰子) (جوتومون این-، 上東門院) (۹۸۸–۱۰۷۴) – همسر امپراتور ایچیجو.
- فوجیوارا نو یوریمیچی (頼通) (۹۹۲–۱۰۷۴) - نایب السلطنه برای امپراتور گو-ایچیجو، امپراتور امپراتور گو-سوزاکو، و امپراتور امپراتور گو-ریزی.
- فوجیوارا نو کنشی (妍子) (۹۹۴–۱۰۲۷) – همسر امپراتور سانجو.
- فوجیوارا نو نوریمیچی (教通) (۹۹۶–۱۰۷۵) – نایب السلطنه برای امپراتور گو-سانجو و امپراتور شیراکاوا.
- فوجیوارا نو ایشی (威子) (۹۹۹–۱۰۳۶) – همسر امپراتور گو-ایچیجو.
- فوجیوارا نو کیشی (همسر گو-سوزاکو) (嬉子) (۱۰۰۷–۱۰۲۵) - همسر ولیعهد آتسوناگا (بعدها امپراتور گو-سوزاکو).